# Grand Prix Austrii 2019
Grand Prix Austrii 2019, oficjalnie Formula 1 MyWorld Großer Preis von Österreich 2019 – dziewiąta runda eliminacji Mistrzostw Świata Formuły 1 w sezonie 2019. Grand Prix odbyło się w dniach 28–30 czerwca 2019 na torze Red Bull Ring w Spielbergu.

## Przed wyścigiem
We wszystkich poprzednich eliminacjach zwyciężały bolidy Mercedesa – sześciokrotnie na najwyższym stopniu podium stawał Lewis Hamilton, a dwukrotnie Valtteri Bottas. Miejsca na podiach zajmowali ponadto Sebastian Vettel, Charles Leclerc oraz Max Verstappen. 
 Sytuacja w czołówce klasyfikacji kierowców po zakończeniu GP Francji prezentowała się następująco:
| P | +/− | Kierowca         | Starty | Punkty | P1 | P2 | P3 | PP | NO | NS |
| - | --- | ---------------- | ------ | ------ | -- | -- | -- | -- | -- | -- |
| 1 | 0   | Lewis Hamilton   | 8      | 187    | 6  | 2  | –  | 3  | 1  | –  |
| 2 | 0   | Valtteri Bottas  | 8      | 151    | 2  | 4  | 1  | 3  | 2  | –  |
| 3 | 0   | Sebastian Vettel | 8      | 111    | –  | 2  | 2  | 1  | 1  | –  |
| 4 | 0   | Max Verstappen   | 8      | 100    | –  | –  | 2  | –  | –  | –  |
| 5 | 0   | Charles Leclerc  | 8      | 87     | –  | –  | 3  | 1  | 2  | 1  |
| P | +/− | Kierowca         | Starty | Punkty | P1 | P2 | P3 | PP | NO | NS |

A tak w klasyfikacji konstruktorów:
| P | +/− | Konstruktor | Starty | Punkty | P1 | P2 | P3 | PP | NO | NS |
| - | --- | ----------- | ------ | ------ | -- | -- | -- | -- | -- | -- |
| 1 | 0   | Mercedes    | 16     | 338    | 8  | 6  | 1  | 6  | 3  | –  |
| 2 | 0   | Ferrari     | 16     | 198    | –  | 2  | 5  | 2  | 3  | 1  |
| 3 | 0   | Red Bull    | 16     | 137    | –  | –  | 2  | –  | 2  | –  |
| P | +/− | Konstruktor | Starty | Punkty | P1 | P2 | P3 | PP | NO | NS |

## Tor
Zawody odbyły się na torze Red Bull Ring w Austriackim Spielbergu. Było to 31 Grand Prix rozegrane na tym torze, w tym 6 po przebudowie obiektu zakończonej w roku 2010. Jedno okrążenie ma długość 4,318 km, posiada 10 zakrętów i 3 strefy DRS. Ruch na torze odbywa się zgodnie z ruchem wskazówek zegara. Rekord okrążenia wyścigowego należy do Kimiego Räikkönena i wynosi 1:06,957, wynik ten został ustanowiony podczas Grand Prix Austrii 2018, natomiast rekord okrążenia kwalifikacyjnego ustanowił podczas kwalifikacji do Grand Prix Austrii w 2018 roku Valtteri Bottas - okrążenie kwalifikacyjne pokonał w czasie 1:03,130.
Pobity został dotychczasowy rekord okrążenia kwalifikacyjnego. Nowy rekord ustanowił Charles Leclerc z wynikiem 1:03,003.

## Lista startowa
| Nr | Kierowca           | Zespół                           | Samochód                      | Silnik           | Opony |
| -- | ------------------ | -------------------------------- | ----------------------------- | ---------------- | ----- |
| 3  | Daniel Ricciardo   | Renault F1 Team                  | Renault R.S.19                | Renault 1.6T V6  | P     |
| 4  | Lando Norris       | McLaren F1 Team                  | McLaren MCL34                 | Renault 1.6T V6  | P     |
| 5  | Sebastian Vettel   | Scuderia Ferrari Mission Winnow  | Ferrari SF90                  | Ferrari 1.6T V6  | P     |
| 7  | Kimi Räikkönen     | Alfa Romeo Racing                | Alfa Romeo C38                | Ferrari 1.6T V6  | P     |
| 8  | Romain Grosjean    | Rich Energy Haas F1 Team         | Haas VF-19                    | Ferrari 1.6T V6  | P     |
| 10 | Pierre Gasly       | Aston Martin Red Bull Racing     | Red Bull RB15                 | Honda 1.6T V6    | P     |
| 11 | Sergio Pérez       | SportPesa Racing Point F1 Team   | Racing Point RP19             | Mercedes 1.6T V6 | P     |
| 16 | Charles Leclerc    | Scuderia Ferrari Mission Winnow  | Ferrari SF90                  | Ferrari 1.6T V6  | P     |
| 18 | Lance Stroll       | SportPesa Racing Point F1 Team   | Racing Point RP19             | Mercedes 1.6T V6 | P     |
| 20 | Kevin Magnussen    | Rich Energy Haas F1 Team         | Haas VF-19                    | Ferrari 1.6T V6  | P     |
| 23 | Alexander Albon    | Red Bull Toro Rosso Honda        | Toro Rosso STR14              | Honda 1.6T V6    | P     |
| 26 | Daniił Kwiat       | Red Bull Toro Rosso Honda        | Toro Rosso STR14              | Honda 1.6T V6    | P     |
| 27 | Nico Hülkenberg    | Renault F1 Team                  | Renault R.S.19                | Renault 1.6T V6  | P     |
| 33 | Max Verstappen     | Aston Martin Red Bull Racing     | Red Bull RB15                 | Honda 1.6T V6    | P     |
| 44 | Lewis Hamilton     | Mercedes-AMG Petronas Motorsport | Mercedes AMG F1 W10 EQ Power+ | Mercedes 1.6T V6 | P     |
| 55 | Carlos Sainz Jr.   | McLaren F1 Team                  | McLaren MCL34                 | Renault 1.6T V6  | P     |
| 63 | George Russell     | ROKiT Williams Racing            | Williams FW42                 | Mercedes 1.6T V6 | P     |
| 77 | Valtteri Bottas    | Mercedes-AMG Petronas Motorsport | Mercedes AMG F1 W10 EQ Power+ | Mercedes 1.6T V6 | P     |
| 88 | Robert Kubica      | ROKiT Williams Racing            | Williams FW42                 | Mercedes 1.6T V6 | P     |
| 99 | Antonio Giovinazzi | Alfa Romeo Racing                | Alfa Romeo C38                | Ferrari 1.6T V6  | P     |
| Nr | Kierowca           | Zespół                           | Samochód                      | Silnik           | Opony |

## Wyniki

### Sesje treningowe
Źródło: formula1.com
| Sesja | Nr | Kierowca        | Konstruktor | Czas     | Okr. |
| ----- | -- | --------------- | ----------- | -------- | ---- |
| 1     | 44 | Lewis Hamilton  | Mercedes    | 1:04,838 | 34   |
| 2     | 16 | Charles Leclerc | Ferrari     | 1:05,086 | 37   |
| 3     | 16 | Charles Leclerc | Ferrari     | 1:03,987 | 18   |

### Kwalifikacje
Źródło: formula1.com
| P                    | Nr | Kierowca           | Konstruktor  | Czasy w kwalifikacjach | Czasy w kwalifikacjach | Czasy w kwalifikacjach | Poz. s. |
| P                    | Nr | Kierowca           | Konstruktor  | Q1                     | Q2                     | Q3                     | Poz. s. |
| -------------------- | -- | ------------------ | ------------ | ---------------------- | ---------------------- | ---------------------- | ------- |
| 1                    | 16 | Charles Leclerc    | Ferrari      | 1:04,138               | 1:03,378               | 1:03,003               | 1       |
| 2                    | 44 | Lewis Hamilton     | Mercedes     | 1:03,818               | 1:03,803               | 1:03,262               | 41      |
| 3                    | 33 | Max Verstappen     | Red Bull     | 1:03,807               | 1:03,835               | 1:03,439               | 2       |
| 4                    | 77 | Valtteri Bottas    | Mercedes     | 1:04,084               | 1:03,863               | 1:03,537               | 3       |
| 5                    | 20 | Kevin Magnussen    | Haas         | 1:04,778               | 1:04,466               | 1:04,072               | 102     |
| 6                    | 4  | Lando Norris       | McLaren      | 1:04,361               | 1:04,211               | 1:04,099               | 5       |
| 7                    | 7  | Kimi Räikkönen     | Alfa Romeo   | 1:04,615               | 1:04,056               | 1:04,166               | 6       |
| 8                    | 99 | Antonio Giovinazzi | Alfa Romeo   | 1:04,450               | 1:04,194               | 1:04,179               | 7       |
| 9                    | 10 | Pierre Gasly       | Red Bull     | 1:04,412               | 1:03,988               | 1:04,199               | 8       |
| 10                   | 5  | Sebastian Vettel   | Ferrari      | 1:04.430               | 1:03.667               | –                      | 9       |
| 11                   | 8  | Romain Grosjean    | Haas         | 1:04,552               | 1:04,490               |                        | 11      |
| 12                   | 27 | Nico Hülkenberg    | Renault      | 1:04,733               | 1:04,516               |                        | 153     |
| 13                   | 23 | Alexander Albon    | Toro Rosso   | 1:04,708               | 1:04,665               |                        | 184     |
| 14                   | 3  | Daniel Ricciardo   | Renault      | 1:04,647               | 1:04,790               |                        | 12      |
| 15                   | 55 | Carlos Sainz Jr.   | McLaren      | 1:04,453               | 1:13,601               |                        | 194     |
| 16                   | 11 | Sergio Pérez       | Racing Point | 1:04,789               |                        |                        | 13      |
| 17                   | 18 | Lance Stroll       | Racing Point | 1:04,832               |                        |                        | 14      |
| 18                   | 26 | Daniił Kwiat       | Toro Rosso   | 1:05,324               |                        |                        | 16      |
| 19                   | 63 | George Russell     | Williams     | 1:05,904               |                        |                        | PL5     |
| 20                   | 88 | Robert Kubica      | Williams     | 1:06,206               |                        |                        | 176     |
| 107% czasu: 1:08,273 |    |                    |              |                        |                        |                        |         |

Uwagi
- 1 — Lewis Hamilton otrzymał karę cofnięcia o 3 pozycje za zablokowanie Kimiego Räikkönena w Q1, jednakże po zliczeniu wszystkich kar ostatecznie wystartował z czwartej pozycji (strata dwóch miejsc). Wynika to z zapisu w regulaminie, gdy po zsumowaniu kar kierowcy tracą lub zyskują pozycję i w następstwie ubiegają się o tę samą pozycję, promowany jest ten z lepszym czasem kwalifikacji. Ma to na celu zachęcenie zespołów do udziału w kwalifikacjach. Po karze dla Kevina Magnussena do awansu o dwie pozycje pretendował Lando Norris, jednak w świetle nowy przepisów to Hamiltonowi przyznano czwartą pozycję.
- 2 — Kevin Magnussen został cofnięty o 5 pozycji za nieplanowaną wymianę skrzyni biegów.
- 3 — Nico Hülkenberg otrzymał karę cofnięcia o 5 pozycji za użycie dodatkowego elementu jednostki napędowej, jednakże po zliczeniu wszystkich kar ostatecznie wystartował z piętnastej pozycji (strata trzech miejsc). Po karach dla Alexandra Albona i Carlosa Sainza Jr. do awansu o trzy pozycje pretendował Daniił Kwiat, jednak zastosowano takie samo rozwiązanie jak w przypadku Lewisa Hamiltona i Lando Norrisa.
- 4 — Alexander Albon i Carlos Sainz Jr. zostali cofnięci na koniec stawki za wymianę elementów silnika ponad regulaminowy limit.
- 5 — George Russell otrzymał karę cofnięcia o 3 pozycje za zablokowanie Daniiła Kwiata w Q1. Dodatkowo został ukarany startem z pit-lane za wymianę przedniego skrzydła i złamanie zasad parku zamkniętego.

### Wyścig
Źródło: formula1.com
| P  | Nr | Kierowca           | Konstruktor  | Okr. | Czas         | Start | Punkty |
| -- | -- | ------------------ | ------------ | ---- | ------------ | ----- | ------ |
| 1  | 33 | Max Verstappen     | Red Bull     | 71   | 1:22:01,822  | 2     | 261    |
| 2  | 16 | Charles Leclerc    | Ferrari      | 71   | +2,724       | 1     | 18     |
| 3  | 77 | Valtteri Bottas    | Mercedes     | 71   | +18,960      | 3     | 15     |
| 4  | 5  | Sebastian Vettel   | Ferrari      | 71   | +19,610      | 9     | 12     |
| 5  | 44 | Lewis Hamilton     | Mercedes     | 71   | +22,805      | 4     | 10     |
| 6  | 4  | Lando Norris       | McLaren      | 70   | +1 okrążenie | 5     | 8      |
| 7  | 10 | Pierre Gasly       | Red Bull     | 70   | +1 okrążenie | 8     | 6      |
| 8  | 55 | Carlos Sainz Jr.   | McLaren      | 70   | +1 okrążenie | 19    | 4      |
| 9  | 7  | Kimi Räikkönen     | Alfa Romeo   | 70   | +1 okrążenie | 6     | 2      |
| 10 | 99 | Antonio Giovinazzi | Alfa Romeo   | 70   | +1 okrążenie | 7     | 1      |
| 11 | 11 | Sergio Pérez       | Racing Point | 70   | +1 okrążenie | 13    |        |
| 12 | 3  | Daniel Ricciardo   | Renault      | 70   | +1 okrążenie | 12    |        |
| 13 | 27 | Nico Hülkenberg    | Renault      | 70   | +1 okrążenie | 15    |        |
| 14 | 18 | Lance Stroll       | Racing Point | 70   | +1 okrążenie | 14    |        |
| 15 | 23 | Alexander Albon    | Toro Rosso   | 70   | +1 okrążenie | 18    |        |
| 16 | 8  | Romain Grosjean    | Haas         | 70   | +1 okrążenie | 11    |        |
| 17 | 26 | Daniił Kwiat       | Toro Rosso   | 70   | +1 okrążenie | 16    |        |
| 18 | 63 | George Russell     | Williams     | 69   | +2 okrążenia | PL    |        |
| 19 | 20 | Kevin Magnussen    | Haas         | 69   | +2 okrążenia | 10    |        |
| 20 | 88 | Robert Kubica      | Williams     | 68   | +3 okrążenia | 17    |        |

Uwagi
- 1 — Jeden dodatkowy punkt jest przyznawany kierowcy, który ustanowił najszybsze okrążenie w wyścigu, pod warunkiem, że ukończył wyścig w pierwszej 10.

### Najszybsze okrążenie
Źródło: formula1.com
| Nr | Kierowca       | Konstruktor | Czas     | Okr. |
| -- | -------------- | ----------- | -------- | ---- |
| 33 | Max Verstappen | Red Bull    | 1:07,475 | 60   |

## Klasyfikacja po wyścigu

### Kierowcy
| P  | +/− | Kierowca           | Starty | Punkty | P1 | P2 | P3 | PP | NO | NS |
| -- | --- | ------------------ | ------ | ------ | -- | -- | -- | -- | -- | -- |
| 1  | 0   | Lewis Hamilton     | 9      | 197    | 6  | 2  | –  | 3  | 1  | –  |
| 2  | 0   | Valtteri Bottas    | 9      | 166    | 2  | 4  | 2  | 3  | 2  | –  |
| 3  | +1  | Max Verstappen     | 9      | 126    | 1  | –  | 2  | –  | 1  | –  |
| 4  | −1  | Sebastian Vettel   | 9      | 123    | –  | 2  | 2  | 1  | 1  | –  |
| 5  | 0   | Charles Leclerc    | 9      | 105    | –  | 1  | 3  | 2  | 2  | 1  |
| 6  | 0   | Pierre Gasly       | 9      | 43     | –  | –  | –  | –  | 2  | 1  |
| 7  | 0   | Carlos Sainz Jr.   | 9      | 30     | –  | –  | –  | –  | –  | 1  |
| 8  | +4  | Lando Norris       | 9      | 22     | –  | –  | –  | –  | –  | 2  |
| 9  | −1  | Kimi Räikkönen     | 9      | 21     | –  | –  | –  | –  | –  | –  |
| 10 | −1  | Daniel Ricciardo   | 9      | 16     | –  | –  | –  | –  | –  | 2  |
| 11 | −1  | Nico Hülkenberg    | 9      | 16     | –  | –  | –  | –  | –  | 1  |
| 12 | −1  | Kevin Magnussen    | 9      | 14     | –  | –  | –  | –  | –  | –  |
| 13 | 0   | Sergio Pérez       | 9      | 13     | –  | –  | –  | –  | –  | –  |
| 14 | 0   | Daniił Kwiat       | 9      | 10     | –  | –  | –  | –  | –  | 2  |
| 15 | 0   | Alexander Albon    | 9      | 7      | –  | –  | –  | –  | –  | 1  |
| 16 | 0   | Lance Stroll       | 9      | 6      | –  | –  | –  | –  | –  | 1  |
| 17 | 0   | Romain Grosjean    | 9      | 2      | –  | –  | –  | –  | –  | 4  |
| 18 | 0   | Antonio Giovinazzi | 9      | 1      | –  | –  | –  | –  | –  | –  |
| 19 | 0   | George Russell     | 9      | 0      | –  | –  | –  | –  | –  | –  |
| 20 | 0   | Robert Kubica      | 9      | 0      | –  | –  | –  | –  | –  | –  |
| P  | +/− | Kierowca           | Starty | Punkty | P1 | P2 | P3 | PP | NO | NS |

### Konstruktorzy
| P  | +/− | Konstruktor               | Starty | Punkty | P1 | P2 | P3 | PP | NO | NS |
| -- | --- | ------------------------- | ------ | ------ | -- | -- | -- | -- | -- | -- |
| 1  | 0   | Mercedes                  | 18     | 363    | 8  | 6  | 2  | 6  | 3  | –  |
| 2  | 0   | Ferrari                   | 18     | 228    | –  | 3  | 5  | 3  | 3  | 1  |
| 3  | 0   | Red Bull Racing-Honda     | 18     | 169    | 1  | –  | 2  | –  | 3  | 1  |
| 4  | 0   | McLaren-Renault           | 18     | 52     | –  | –  | –  | –  | –  | 3  |
| 5  | 0   | Renault                   | 18     | 32     | –  | –  | –  | –  | –  | 3  |
| 6  | +1  | Alfa Romeo Racing-Ferrari | 18     | 22     | –  | –  | –  | –  | –  | –  |
| 7  | −1  | Racing Point-BWT Mercedes | 18     | 19     | –  | –  | –  | –  | –  | 1  |
| 8  | 0   | Scuderia Toro Rosso-Honda | 18     | 17     | –  | –  | –  | –  | –  | 3  |
| 9  | 0   | Haas-Ferrari              | 18     | 16     | –  | –  | –  | –  | –  | 4  |
| 10 | 0   | Williams-Mercedes         | 18     | 0      | –  | –  | –  | –  | –  | –  |
| P  | +/− | Konstruktor               | Starty | Punkty | P1 | P2 | P3 | PP | NO | NS |